# Lotononis serpentinicola
Lotononis serpentinicola là một loài thực vật có hoa trong họ Đậu. Loài này được Wild miêu tả khoa học đầu tiên.